# William and Kate Johnston
Le William and Kate Johnston est un ancien Lifeboat de la Royal National Lifeboat Institution (RNLI) dont l'immatriculation est  ON 682.

Son port d'attache actuel est Ramsgate.

Il est enregistré comme bateau du patrimoine maritime du Royaume-Uni par le National Historic Ships UK 

## Histoire
Le William and Kate Johnston, est l'une des 4 unités de la Classe Barnett (en) de 60 ft construites entre 1923 et 1929. 

Il a été réalisé sur le chantier naval J. Samuel White à Cowes sur l'Île de Wight. Il a été conçu comme prototype de cette série par l'architecte naval James R. Barnett et était le plus grand bateau de sauvetage de l'époque. Il était propulsé par deux moteurs à essence à 6 cylindres de 80 ch.
Il a fait toute sa carrière à la station de sauvetage de New Brighton  dans le Merseyside jusqu'en 1950. Depuis il est préservé à Ramsgate dant le Kent et est disponible pour des sorties en mer.